# Metro

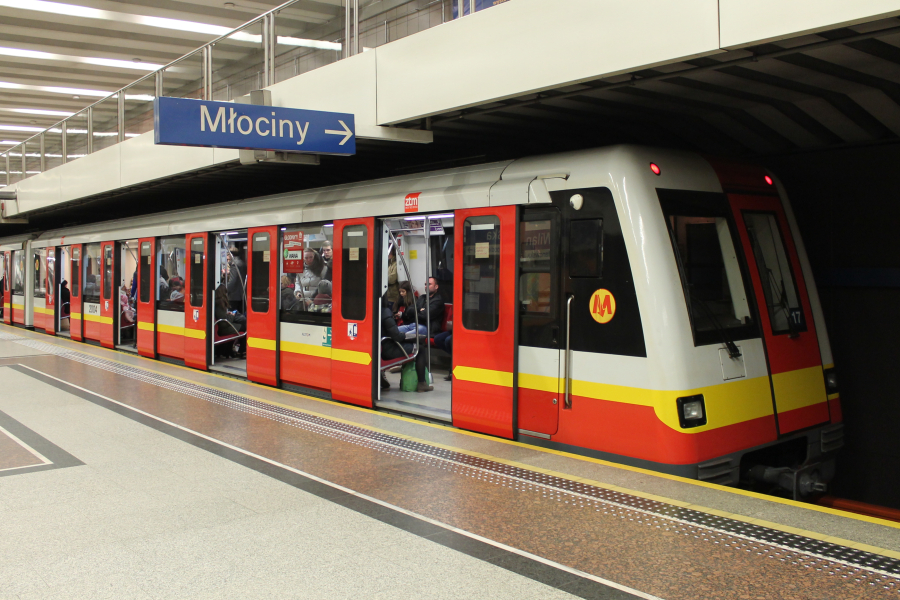
Metro de Varsòvia, Polònia

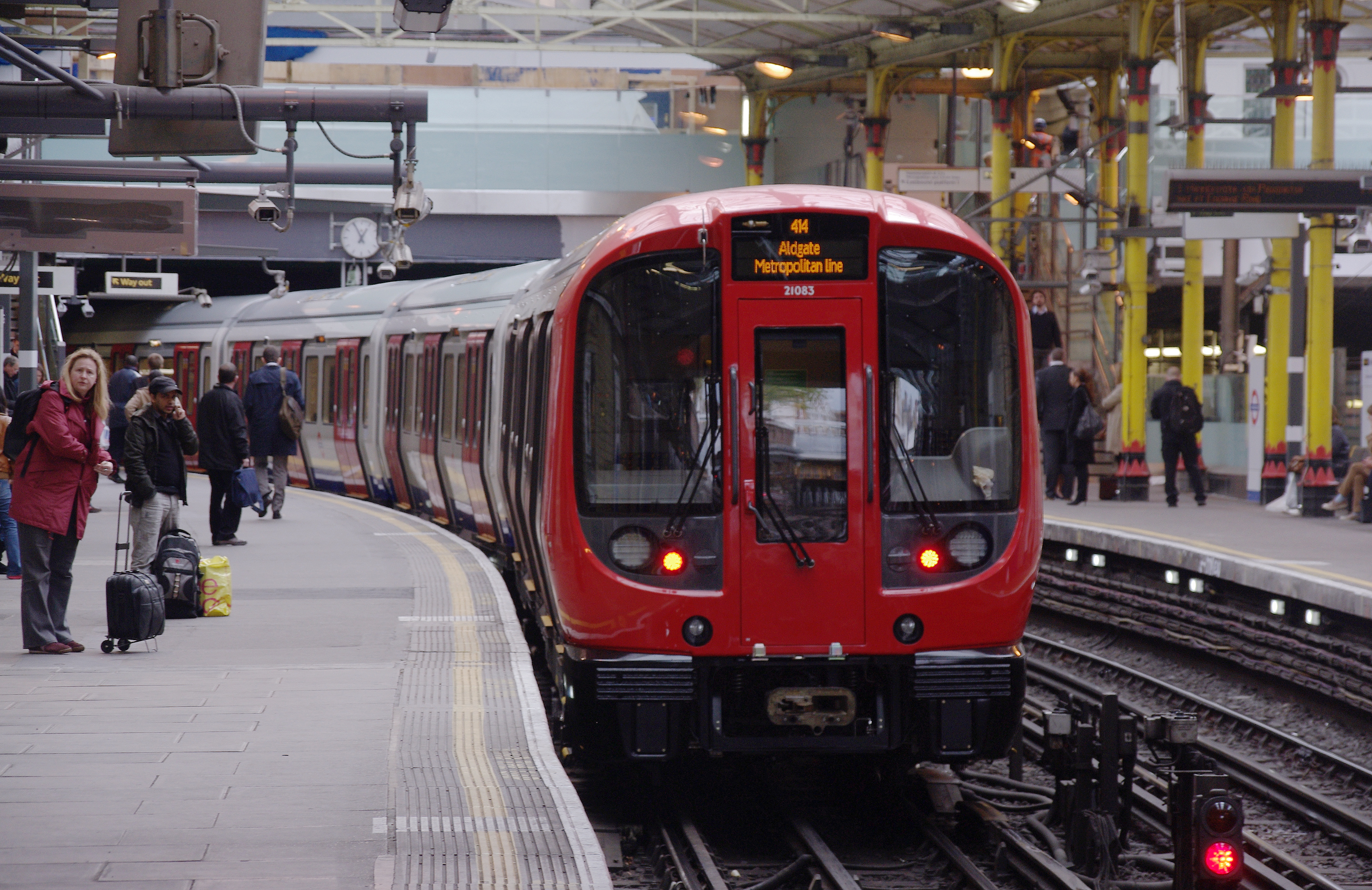
Metro de Londres, Regne Unit

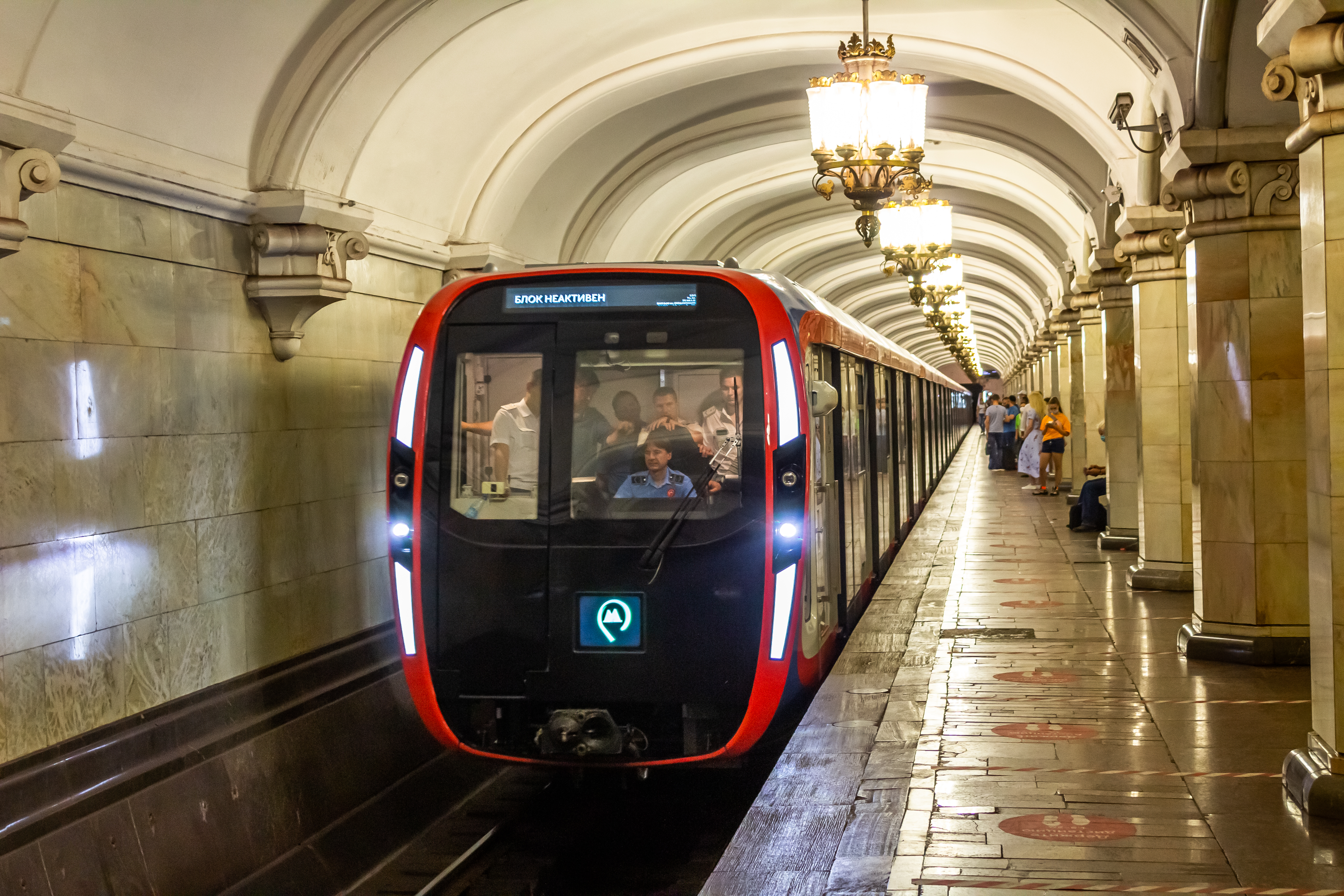
Metro de Moscou, Rússia

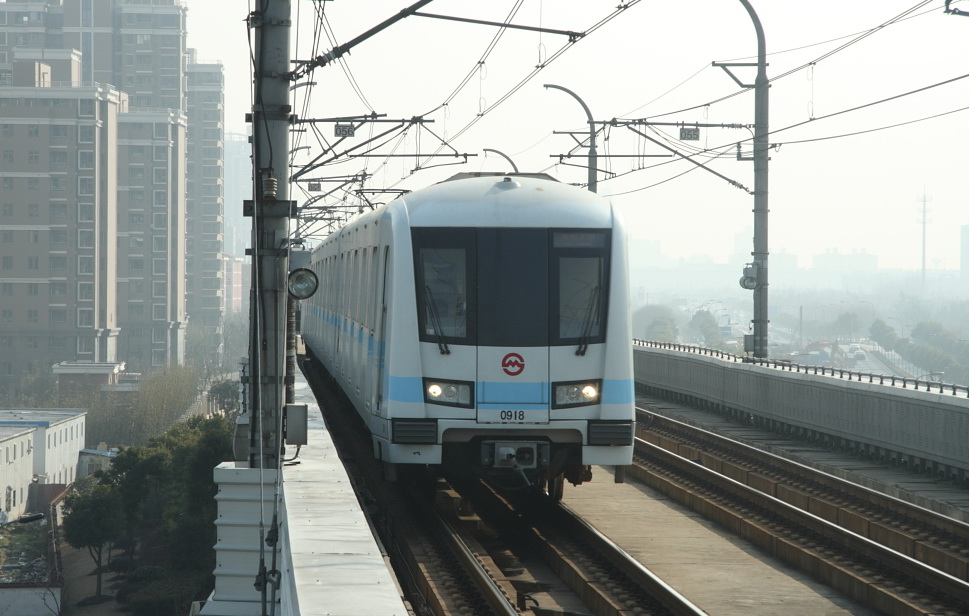
Metro de Xangai, China

Xarxes de metro al món:
Metro a una ciutat
Metro en dues o més ciutats
Metro en construcció
Metro planificat
Sense metro

El metro, abreviació de ferrocarril metropolità, anomenat ferrocarril urbà en els primers temps, és un ferrocarril elèctric per al transport de passatgers dins l'àmbit urbà, amb una alta capacitat i freqüència de pas, i que en general és subterrani o en viaducte.
A diferència del tramvia, és totalment independent i segregat de la resta de circulació i mitjans de transport. A Europa (especialment a Alemanya i el Benelux) s'han construït sistemes mixtos de metro i tramvia (Stadtbahn, Prémetro), on els combois circulen segregats de forma subterrània al centre de les ciutats com a metro i de forma superficial als barris perifèrics en forma de tramvia.
El primer metro fou el de Londres (1863), i funcionà inicialment mitjançant locomotores de vapor. El primer metro europeu al continent fou el de Budapest (1896).
El Metro de Barcelona s'inaugurà el 1924 sota el nom de "Gran Metro" (actual L3), únicament entre Lesseps i Pl. Catalunya. Dos anys més tard, s'inicià l'anomenat "Metro Transversal" o Ferrocarril Metropolità de Barcelona SA, amb un ample de 1 674 mm i alimentació per mitjà de tercer carril de corrent continu a 1 500 Volts, entre Bordeta i Catalunya (actual L1).
El Metro de València s'inicià el 1988 amb la construcció del primer d'uns túnels enllaçant les vies de l'antic trenet de València (un tren lleuger) que fins aleshores terminaven a diverses estacions al sud i nord de la ciutat.

## Terminologia
La denominació més comuna al llarg del món per a aquest mitjà de transport és «metro», apòcope de «metropolità» (del llatí metropolitānus). Els seus orígens estan en el Metropolitan Railway (actualment Metropolitan Line) del Metro de Londres i en el Chemin de fer metrópolitain de París, que es va acabar per abreujar simplement en "metro". Aquest terme es va estendre i va acabar sent d'ús comú en altres països d'Europa com Espanya, Itàlia, Portugal, Polònia o Hongria.
No obstant això hi ha altres països on són més comuns altres formes d'anomenar a aquest mitjà de transport. A Londres el nom oficial és «Underground», mentre que als països escandinaus se li coneix com T-Bana (Estocolm) o T-Bane (Oslo). A Alemanya la forma més estesa és «U-Bahn» (per Untergrundbahn, subterrani). A Manila, Singapur i Taipei s'anomena MRT (Mass Transit Railway).
A Amèrica el terme més comú és també és "metro", especialment en la majoria de zones de parla hispana, encara que en algunes parts dels Estats Units i el Canadà també és habitual el terme subway. A l'Argentina s'usa l'expressió «subte».

## Història
En 1843, l'anglès Charles Pearson va proposar, com a part d'un pla de millora per a la ciutat de Londres, obrir túnels subterranis amb vies fèrries. En 1853, després de deu anys de debats, el parlament anglès va autoritzar la proposta i en 1860 va començar la construcció: el 10 de gener de 1863 va obrir la primera línia de metro amb locomotores de vapor. El primer metro del món va ser el subterrani de Londres (denominat Metropolitan Railway), inaugurat en 1863 amb sis quilòmetres de longitud. En anys successius va anar estenent-se, de manera que en 1884 formava un anell d'aproximadament vint quilòmetres. A continuació se li van afegir línies radials, en part a cel obert i en part en túnel, per constituir el Metropolitan and District Railway. Les locomotores eren de vapor. Posteriorment es va començar l'excavació de túnels en forma de tub (d'allí la denominació anglesa Tube) i es van electrificar les línies.
La següent ciutat a tenir metro va ser Nova York, la línia del qual més antiga, que estava totalment separada del tràfic, la West End de la BMT, va estar en ús des del mateix any que el Metro de Londres, en 1863.
En 1896, Budapest (amb la inauguració de la línia de Vörösmarty Tér a Széchenyi Fürdő, de cinc quilòmetres) i Glasgow (amb un circuit tancat de 10 km) van ser les següents ciutats europees a disposar de metro. La tecnologia es va estendre ràpidament a altres ciutats a Europa i després als Estats Units, on s'ha construït un elevat nombre de sistemes.
A partir de el segle xx va començar l'expansió per Llatinoamèrica, Oceania, Àfrica i Àsia, on el creixement ha estat més gran en els últims anys. Més de 160 ciutats tenen sistemes de trànsit ràpid, amb un total de més de 8.000 km de vies i 7.000 estacions. Altres vint-i-cinc ciutats tenien nous sistemes en construcció en 2009.
El primer tren subterrani del món hispanoparlant va ser el de la ciutat de Buenos Aires, inaugurat en 1913 i antecedint al de Madrid per espai de sis anys, amb la Línia A.

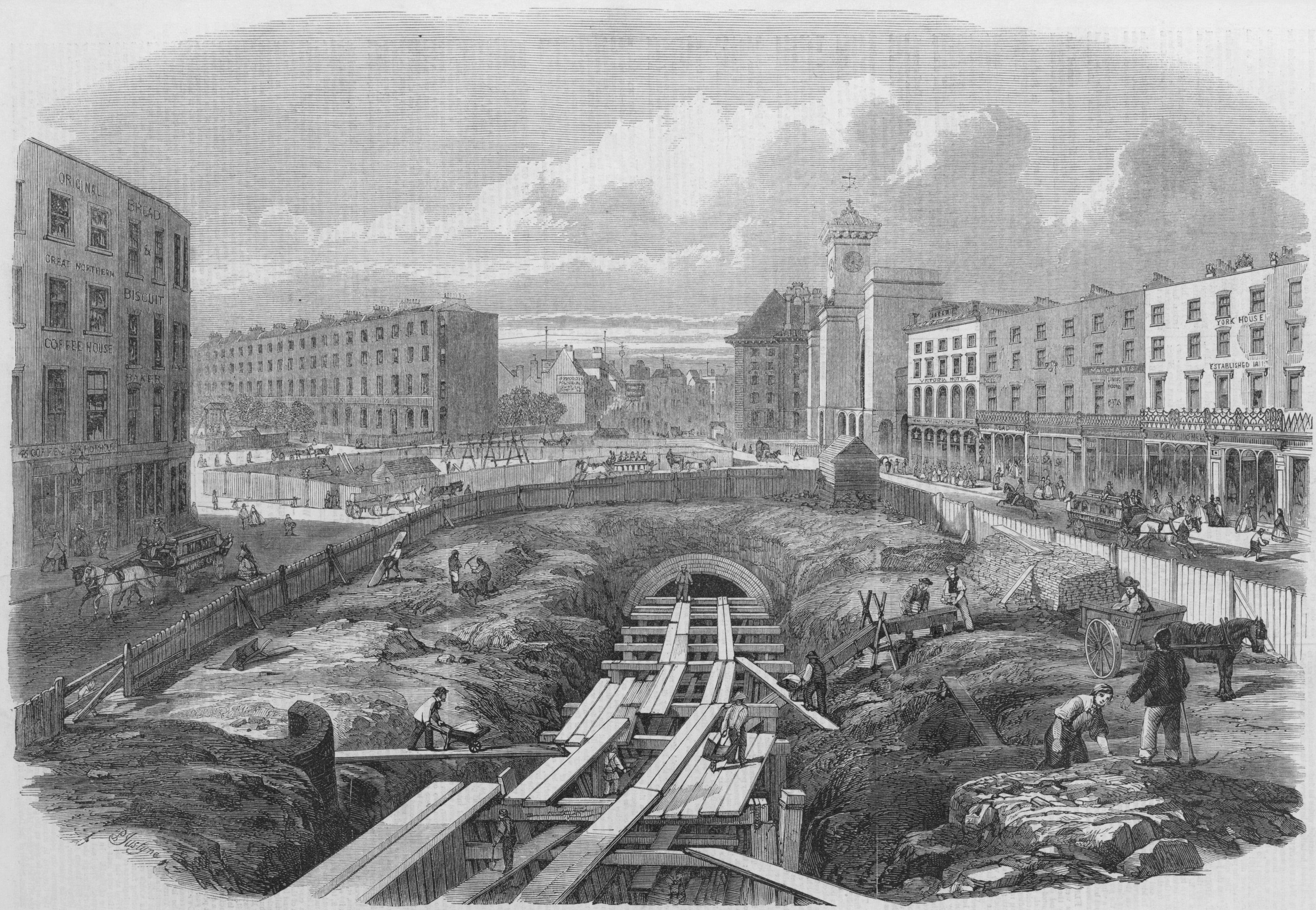
Etapes de construcció inicials del Metropolitan Railway de Londres a l'King's Cross St. Pancras el 1861.

L'obertura del Metropolitan Railway a vapor de Londres en 1863 va marcar el començament del trànsit ràpid. Les experiències inicials amb les màquines de vapor, malgrat la ventilació, van ser desagradables. Els experiments amb ferrocarrils pneumàtics van fracassar en la seva adopció generalitzada per part de les ciutats. La tracció elèctrica era més eficient, més ràpida i més neta que el vapor i l'elecció natural per als trens que circulaven per túnels i va demostrar ser superior per als serveis elevats.
En 1890, el City & South London Railway va ser el primer ferrocarril de trànsit ràpid de tracció elèctrica, que també era completament subterrani. Abans de l'obertura, la línia s'anomenaria "City and South London Subway", introduint així el terme Subway en la terminologia ferroviària. Tots dos ferrocarrils, juntament amb d'altres, finalment es van fusionar en el Metro de Londres. El Liverpool Overhead Railway de 1893 va ser dissenyat per utilitzar tracció elèctrica des del principi.
La tecnologia es va estendre ràpidament a altres ciutats d'Europa, Estats Units, Argentina i el Canadà, i alguns ferrocarrils es van convertir de vapor i uns altres es van dissenyar per ser elèctrics des del principi. Budapest, Chicago, Glasgow i la ciutat de Nova York, tots serveis ferroviaris elèctrics convertits o especialment dissenyats i construïts.
Els avanços a la tecnologia han permès nous serveis automatitzats. També han evolucionat solucions híbrides, com el tramvia-tren i el premetro, que incorporen algunes de les característiques dels sistemes de trànsit ràpid. En resposta al cost, les consideracions d'enginyeria i els desafiaments topològics, algunes ciutats han optat per construir sistemes de tramvia, particularment a Austràlia, on la densitat a les ciutats era baixa i els suburbis tendien a estendre's. Des de la dècada de 1970, la viabilitat dels sistemes de trens subterranis a les ciutats australianes, particularment Sidney i Melbourne, ha estat reconsiderada i proposta com una solució a l'excés de capacitat. La primera línia del metro de Sidney, el primer sistema de trànsit ràpid d'Austràlia, es va inaugurar en 2019.
Des de la dècada de 1960, es van introduir molts sistemes nous a Europa, Àsia i Amèrica Llatina. En el segle XXI, la majoria de les noves expansions i sistemes se situen en Àsia, amb la Xina convertint-se en el líder mundial en expansió de metro, operant alguns dels sistemes més grans i concorreguts mentre posseeix gairebé 60 ciutats que estan operant, construint o planificant un ràpid sistema de trànsit.

## Infraestructura
Hi ha diverses característiques que diferencien els metros. La presa elèctrica pot ser ja bé aèria (per catenària o per carril superior) o bé mitjançant un tercer carril situat a terra al costat dels altres dos. La construcció dels túnels respon a dos estils molt diferents: l'anomenat de trinxera, un túnel molt superficial fet generalment pel procediment de tallar i tapar; i els molt profunds, fets com veritables túnels de mines, avui dia amb tuneladora.

## Costos, beneficis i impactes

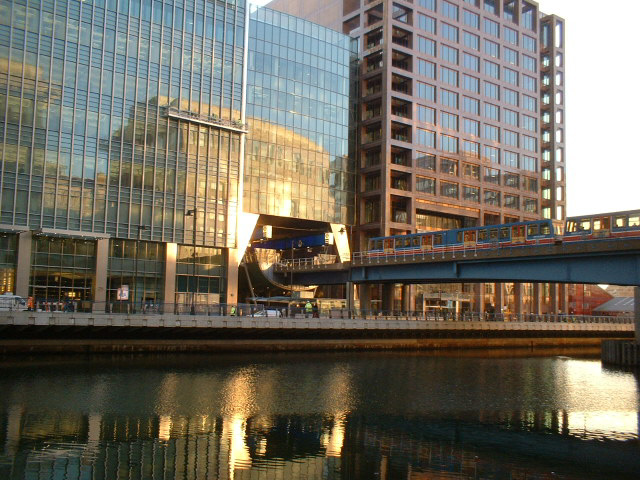
El Docklands Light Railway de Londres permet un ús dens del sòl, alhora que conserva una gran capacitat.

Al març de 2018, 212 ciutats han construït sistemes de trànsit ràpid. El cost de capital és elevat, així com el risc d'excés de costos i manca de beneficis; normalment cal finançament públic. El trànsit ràpid de vegades es veu com una alternativa a un extens sistema de transport per carretera amb moltes autopistes; el sistema de trànsit ràpid permet una major capacitat amb menys ús del sòl, menys impacte ambiental i un menor cost.
Els sistemes elevats o subterranis als centres de les ciutats permeten el transport de persones sense ocupar terrenys cars i permeten que la ciutat es desenvolupi de manera compacta sense barreres físiques. Les autopistes solen reduir el valor del sòl residencial proper, però la proximitat a una estació de trànsit ràpid sovint desencadena el creixement comercial i residencial, amb grans blocs d'oficines i habitatges que s'estan construint. A més, és un sistema de trànsit eficient que pot disminuir la pèrdua de benestar econòmic causada per l'augment de la densitat de població en una metròpoli.
Els sistemes de trànsit ràpid tenen un cost fix elevat. La majoria dels sistemes són de propietat pública, ja sigui per governs locals, autoritats de trànsit o governs nacionals. Les inversions de capital sovint es financen parcialment o completament amb impostos, més que no pas amb les tarifes dels passatgers, però sovint han de competir amb el finançament de les carreteres. Els sistemes de trànsit poden ser operats pel propietari o per una empresa privada mitjançant una obligació de servei públic. Els propietaris dels sistemes sovint també són propietaris dels sistemes d'autobús o ferrocarril de connexió, o són membres de l'associació de transport local, la qual cosa permet transferències gratuïtes entre modes. Gairebé tots els sistemes de trànsit funcionen amb un dèficit, i requereixen ingressos de tarifes, publicitat i subvencions per cobrir els costos.
La farebox recovery ratio, una relació entre els ingressos dels bitllets i els costos operatius, s'utilitza sovint per avaluar la rendibilitat operativa, amb alguns sistemes com la MTR Corporation de Hong Kong, i Taipei aconseguint índexs de recuperació molt superiors al 100%. Això ignora tant els grans costos de capital incorreguts en la construcció del sistema, que sovint es subvencionen amb préstecs suaus. i el servei està exclòs dels càlculs de rendibilitat, així com els ingressos auxiliars, com ara els ingressos de carteres d'immobles. Alguns sistemes, especialment els de Hong Kong, es financen en part amb la venda de terrenys el valor dels quals s'ha apreciat pel nou accés que l'ampliació ha aportat a la zona, un procés conegut com a captura de valors.
Les polítiques de planificació de l'ús del sòl urbà són essencials per a l'èxit dels sistemes de trànsit ràpid, sobretot perquè el trànsit massiu no és viable en comunitats de baixa densitat. Els planificadors de transport estimen que per donar suport als serveis ferroviaris ràpids, ha d'haver una densitat d'habitatge residencial de dotze unitats d'habitatge per acre.